# Alvaradoa mexicana
Alvaradoa mexicana är en tvåhjärtbladig växtart som beskrevs av Frederik Michael Liebmann och George Bentham. Alvaradoa mexicana ingår i släktet Alvaradoa och familjen Picramniaceae. Inga underarter finns listade.